# Нишка крепост
Нишката крепост (на сръбски: Нишка тврђава / Niška tvrđava) е важен исторически и културен паметник в Ниш, Сърбия. Обект е на културното световно наследство на ЮНЕСКО. Тя е сред най-големите и най-добре запазените крепости в централната част на Балканите.
Разположена е на десния бряг на р. Нишава върху нисък хълм, свързан с широк мост през реката с центъра на града. Съществуващата крепост е от османски произход от началото на 18 век (1719-1723). Изградена е върху останки от укрепления - древноримски и средновековни.
Крепостта има формата на многоъгълник, образуван от крепостните стени, с 8 бастионни тераси и 4 масивни порти. Отвън крепостта е оградена от ров, чиято северна част е запазена до днес. Простира се върху площ от 22 хектара.
Крепостните стени са с дължина 2100 метра, височина 8 метра и дебелина 3 метра средно. Изградени са от обработени каменни блокове от близки кариери. Отвътре стените са допълнително укрепени с дървена конструкция и насип.
Освен стените много добре са запазени 2 порти – южната Стамбол капия и западната Белград капия. Частично са запазени водните порти, от северната Видин капия и югоизточната Ягодина капия има само останки.
В крепостта има метеорологична станция, която осигурява данни за синоптични прогнози за града. В нея се провежда Нишкият кинофестивал от 1966 година.